# Tetrosomus
Genre
Tetrosomus est un genre de poissons tetraodontiformes de la famille des Ostraciidae.

## Liste des espèces
Selon World Register of Marine Species (21 avril 2014) et ITIS (21 avril 2014) :
- Tetrosomus concatenatus (Bloch, 1785)
- Tetrosomus gibbosus (Linnaeus, 1758) -- Coffre bossu
- Tetrosomus reipublicae (Ogilby, 1913)
- Tetrosomus stellifer (Bloch et Schneider, 1801)

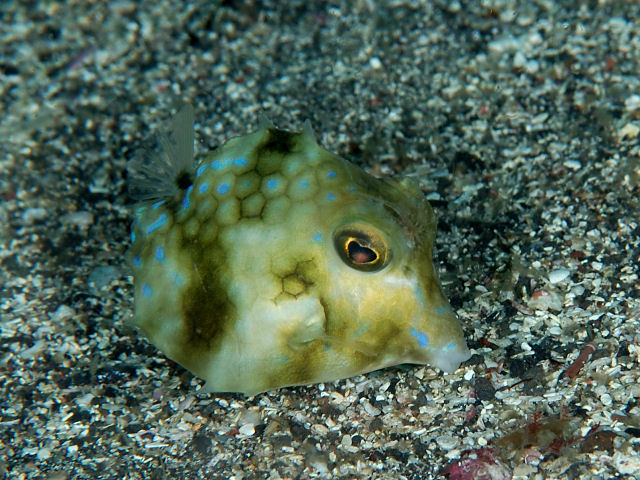
Tetrosomus concatenatus
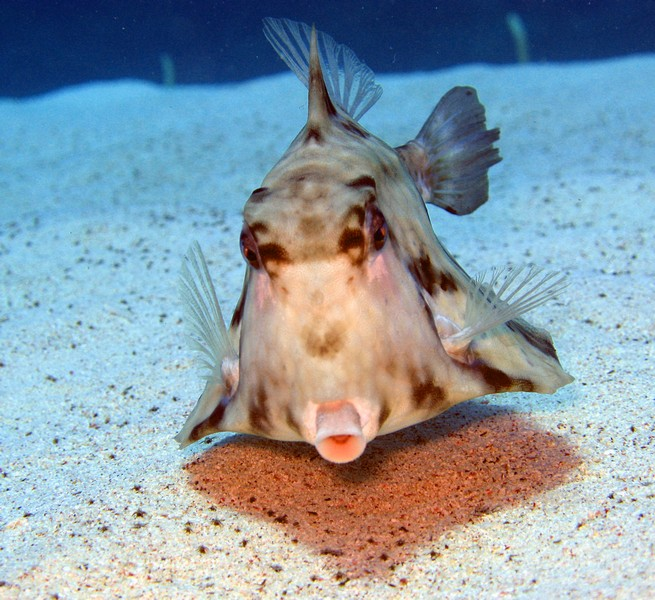
Tetrosomus gibbosus
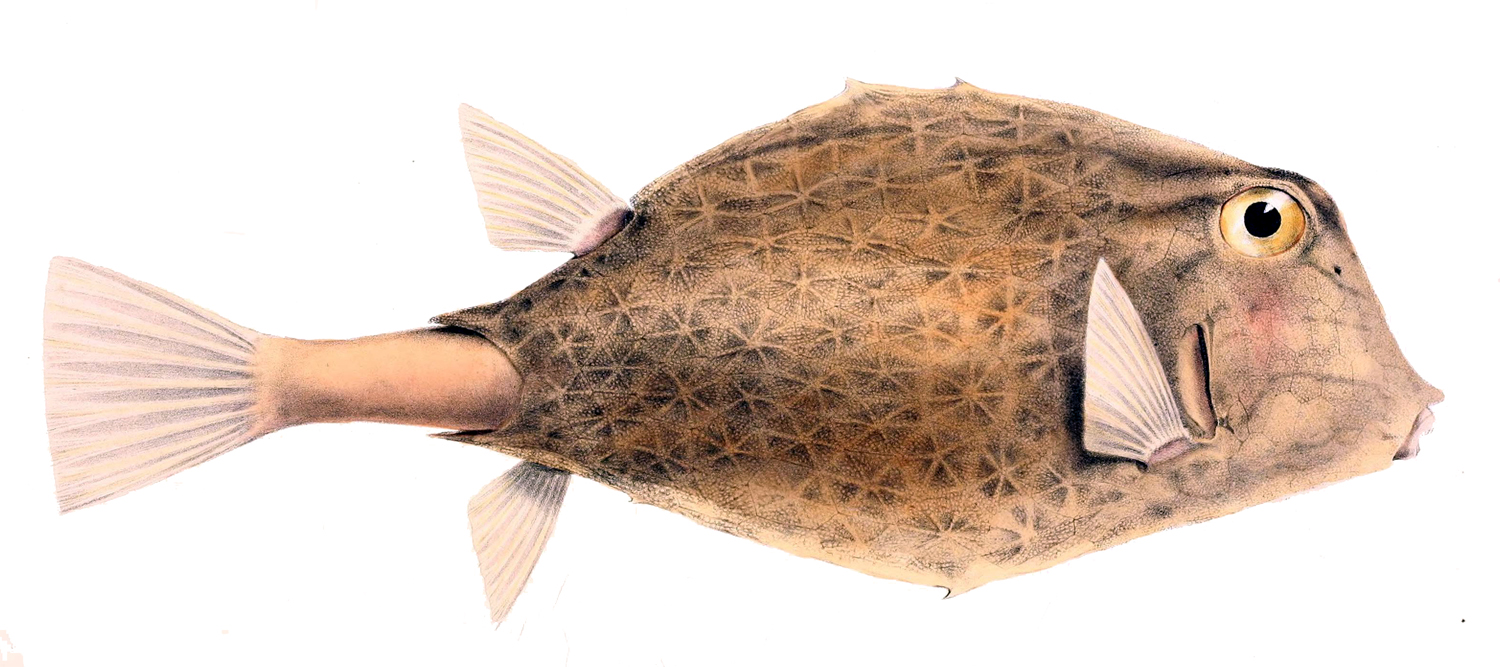
Tetrosomus stellifer